# Тыртиков, Алексей Павлович
Алексе́й Па́влович Ты́ртиков (14 февраля 1922 — 20 июля 1989) — российский (советский) учёный-биолог, тундровед, геоботаник, исследователь Севера.

## Биография
Алексей Павлович Тыртиков родился в селе Лыково Владимирской области 14 февраля 1922 года в крестьянской семье. В 1939 году он поступил на биологический факультет Московского университета. В 1942 году был призван в армию. В августе-сентябре 1945 года в должности командира сапёрного взвода (рота спецминирования) участвует в разгроме японских войск в Маньчжурии. Закончил биофак МГУ в 1947 году и был оставлен в аспирантуре. С этого времени вся научная деятельность связана с Севером. В 1952 году Алексей Павлович защитил диссертацию «Распределение корневых систем и рост деревьев в зависимости от температурного режима почвы в районе Игарки». С 1954 года как старший научный сотрудник Института мерзлотоведения АН СССР участвует в экспедициях в Якутию (долины рек Яна, Индигирка, Селемджа, Алданское плоскогорье), Северо-Восточную и Западную Сибирь. В 1957—1960 годах работает на Игаркской мерзлотной станции. В 1963 году Алексей Павлович вернулся в Московский университет, кафедру геоботаники, где продолжил исследования жизни растений и динамики растительности в условиях вечномёрзлых почв, принимал участие в разработке межфакультетской проблемы «Природные ресурсы Западной Сибири и их народнохозяйственное использование». Участвовал во всесоюзных и международных конференциях по северной тематике, активно работал в секции биологии МОИП. Ежегодно он проводил полевые исследования в тундрах полуостровов Ямал, Гыданский, Тазовский, а также в лесотундре и северной тайге от Оби до Енисея, на Кольском полуострове, и других районах Севера СССР. В экспедициях его сопровождали студенты и аспиранты, выполнявшие работы под его руководством. В числе учеников А. П. Тыртикова, получивших известность в научном мире, следует назвать Н. С. Аралову, С. А. Баландина. Е. Б. Поспелову, О. Б. Сигналову, Ю. П. Солдатенкову, А. А. Тишкова.
Дочь А. П. Тыртикова, Константинова Н. А. — признанный авторитет в области бриологии, крупнейший специалист-гепатиколог (исследователь печёночников), доктор наук, профессор.
А. П. Тыртиков был увлечённым фотографом. Его фотографии иллюстрируют как его собственные работы, так и работы коллег.

## Научный вклад
А. П. Тыртиков признан в научном сообществе как один из основоположников современного учения о взаимодействии растительности и вечной мерзлоты, влиянии растительного покрова на сезонное протаивание и промерзание почв, развитие мерзлотных форм рельефа. Многолетние исследования растительных сообществ, представляющих сукцессионные ряды в полосе редкостойных лесов и лесотундре, привели его к выводу о наступлении тундры на лес (вопреки бытовавшему представлению) в результате изменения теплового режима почв, под воздействием пожаров и человека. Положения А. П. Тыртикова прочно вошли в современное мерзлотоведение (геокриологию), криолитологию, инженерную геологию. А. П. Тыртиков создал уникальный курс лекций «Тундроведение», который читал более 20 лет студентам биофака МГУ. Учебников по этому курсу нет ни в России, ни за рубежом. Основываясь на выявленных А. П. Тыртиковым закономерностях динамики растительного покрова, в последнее время удалось вплотную подойти к решению проблемы происхождения льдонасыщенных верхних горизонтов многолетнемёрзлых пород, пониманию механизмов термокарста. Чрезвычайно актуальны положения о влиянии катастрофических смен растительного покрова на протаивание грунтов (в результате пожаров). Эти разработки находят широкое применение при составлении мерзлотного прогноза, решении проблем рекультивации территорий промышленного освоения, палеогеографических реконструкциях голоцена. Необходимо отметить ряд значимых обзоров по физиологической экологии тундровых растений, опубликованных в последние годы деятельности учёного (1980—1985).